# ハンドボールスロバキア代表
ハンドボールスロバキア代表はスロバキアハンドボール連盟(SZH)によって編成されるスロバキアのハンドボールナショナルチームである。

## 成績

### 世界選手権
- 2009年：10位
- 2011年：17位
- 2013年：

### 欧州選手権
- 2006年：16位
- 2008年：16位
- 2012年：16位